# Krushare
Krushare (bulgare : Крушаре) est un village de l’obchtina de Sliven en Bulgarie.
Il est situé environ 15 km au sud-est de Sliven et environ 13 km au nord-ouest de Yambol.
Le village est situé sur la rive gauche de la rivière Toundja et, dans la partie sud la plus basse de Sliven Field, à environ 150 m d'altitude.